# Liqueur de myrte

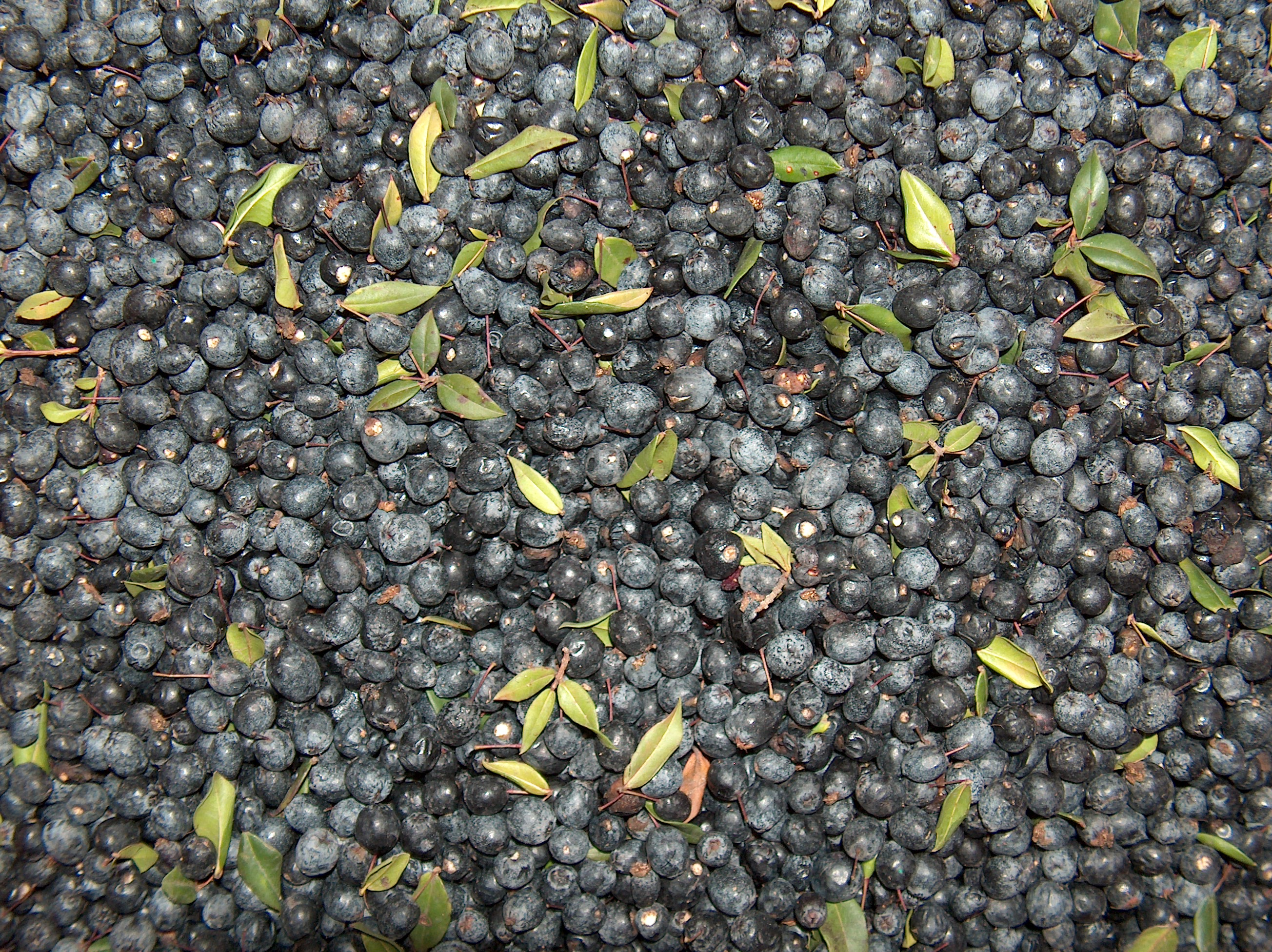
Baies de myrte.

La liqueur de myrte, ou plus simplement myrte, est une liqueur, très populaire en Corse et en Sardaigne, obtenue par macération alcoolique de baies de Myrte commun ou d'un mélange de baies et de feuilles de cette plante aromatique. Dans l'acception courante du terme, la liqueur de myrte est le résultat de la macération de baies pigmentées mûres.
À cette catégorie s’applique spécifiquement l’expression « myrte rouge », à cause de la coloration conférée par les anthocyanes des baies. Une catégorie différente est le « myrte blanc », expression générique désignant les liqueurs issues de la macération de baies dépigmentées ou celles issues de la macération de feuilles de jeunes bourgeons. Cette dernière liqueur a des caractéristiques organoleptiques nettement différentes de celles des liqueurs de myrte proprement dites.

## Histoire
Les liqueurs issues soit des baies seules, soit de baies et de feuilles, font partie de la tradition populaire tant en Sardaigne qu'en Corse. Comme souvent pour les traditions populaires, les origines de ce produit sont inconnues. Étant donné la proximité des deux îles, il est probable que les origines en soient communes.
Diverses sources font remonter les origines de cette liqueur à la tradition populaire du XIXe siècle. Dans les familles on produisait alors du « vin de myrte » par macération hydro-alcoolique de baies mûres. Pour la macération, on utilisait un mélange d’alcool et d’eau ou, plus probablement, d’eau-de-vie et d’eau ou bien du vin. Au terme de la période de macération on ajoutait du sucre ou du miel à l'extrait pour l’adoucir. Ce produit était destiné à l'autoconsommation. Diverses variantes de cette recette simple sont connues.

## Considérations générales

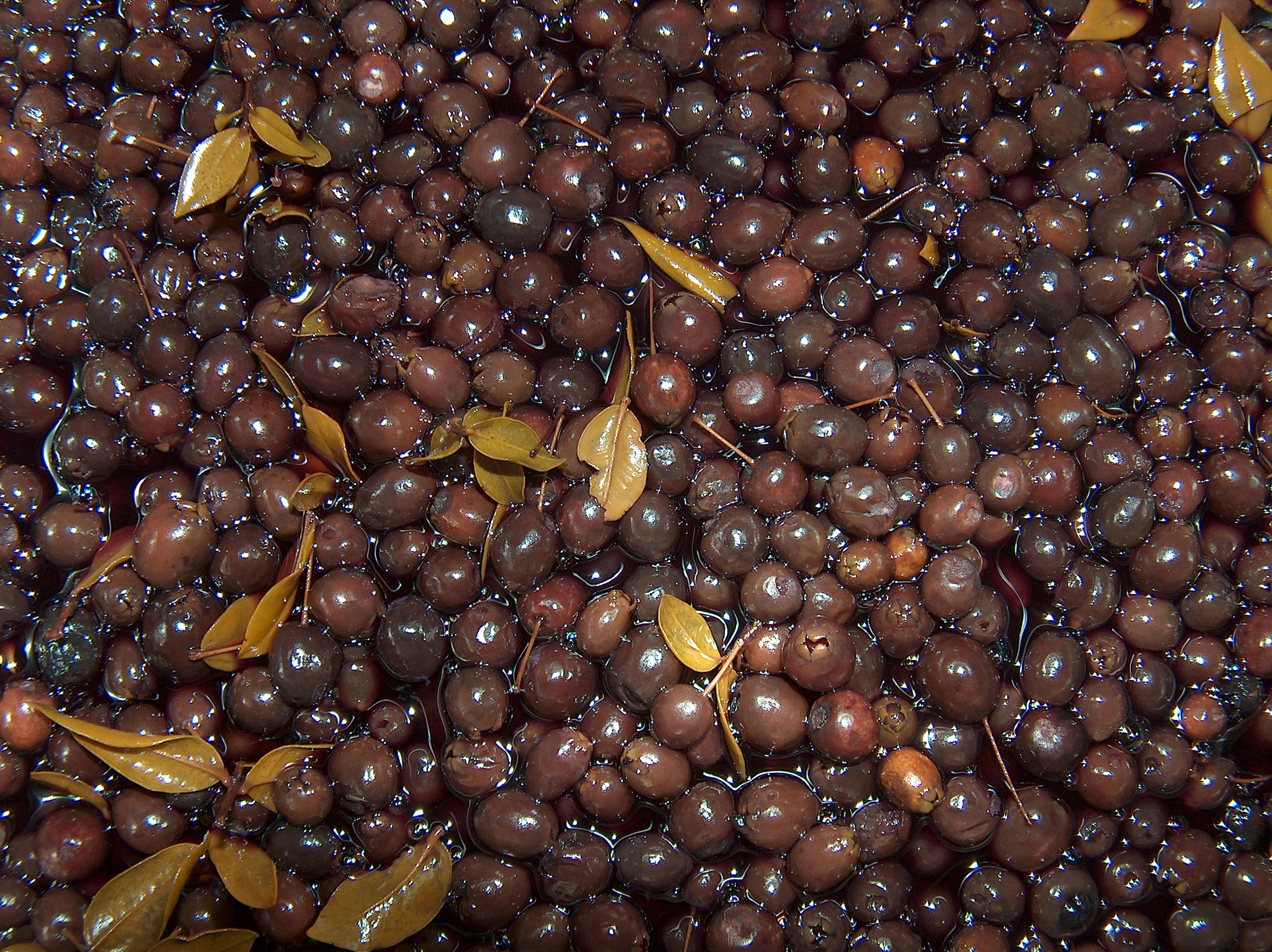
Baies en cours de macération.

L'espèce de myrte utilisée est le Myrte commun (Myrtus communis).
Les caractéristiques organoleptiques de la liqueur sont dues au passage en solution des anthocyanes présents dans la peau des baies, qui confèrent sa coloration à la liqueur, des tanins présents dans la pulpe, responsables du goût astringent, et des composés volatils qui lui confèrent son arôme.
Le processus de vieillissement, de quelques mois à une année au maximum, est déterminant pour les caractéristiques organoleptiques de la liqueur en ce sens que tant les anthocyanes que les tanins subissent des transformations. La liqueur qui vient d'être préparée a généralement une coloration très sombre, virant au noir avec des reflets nettement violacés, et un goût astringent au palais. Au bout de quelques mois, la coloration s’atténue et présente des reflets tirant sur le rouge rubis, le goût est plus harmonieux et velouté, et l'effet astringent des tanins s’affaiblit. Après une ou deux années, les propriétés organoleptiques se dégradent, surtout en rapport avec le virage de la pigmentation vers le brun.
La meilleure période pour goûter la liqueur va donc d'un à deux mois après sa préparation, pour ceux qui apprécient la pigmentation noir-violacé et le goût astringent, de six à quinze mois pour ceux qui apprécient une liqueur plus aimable et veloutée.
Pendant la période de maturation en bouteille, il peut arriver que se forment des suspensions, dues aux tanins qui troublent la liqueur. Ce phénomène est négatif parce qu’il déprécie la qualité visuelle, toutefois il n’influe pas sur les autres propriétés organoleptiques : une fois versée dans le verre, la liqueur retrouve sa limpidité au contact de l’air.

## Préparation ménagère

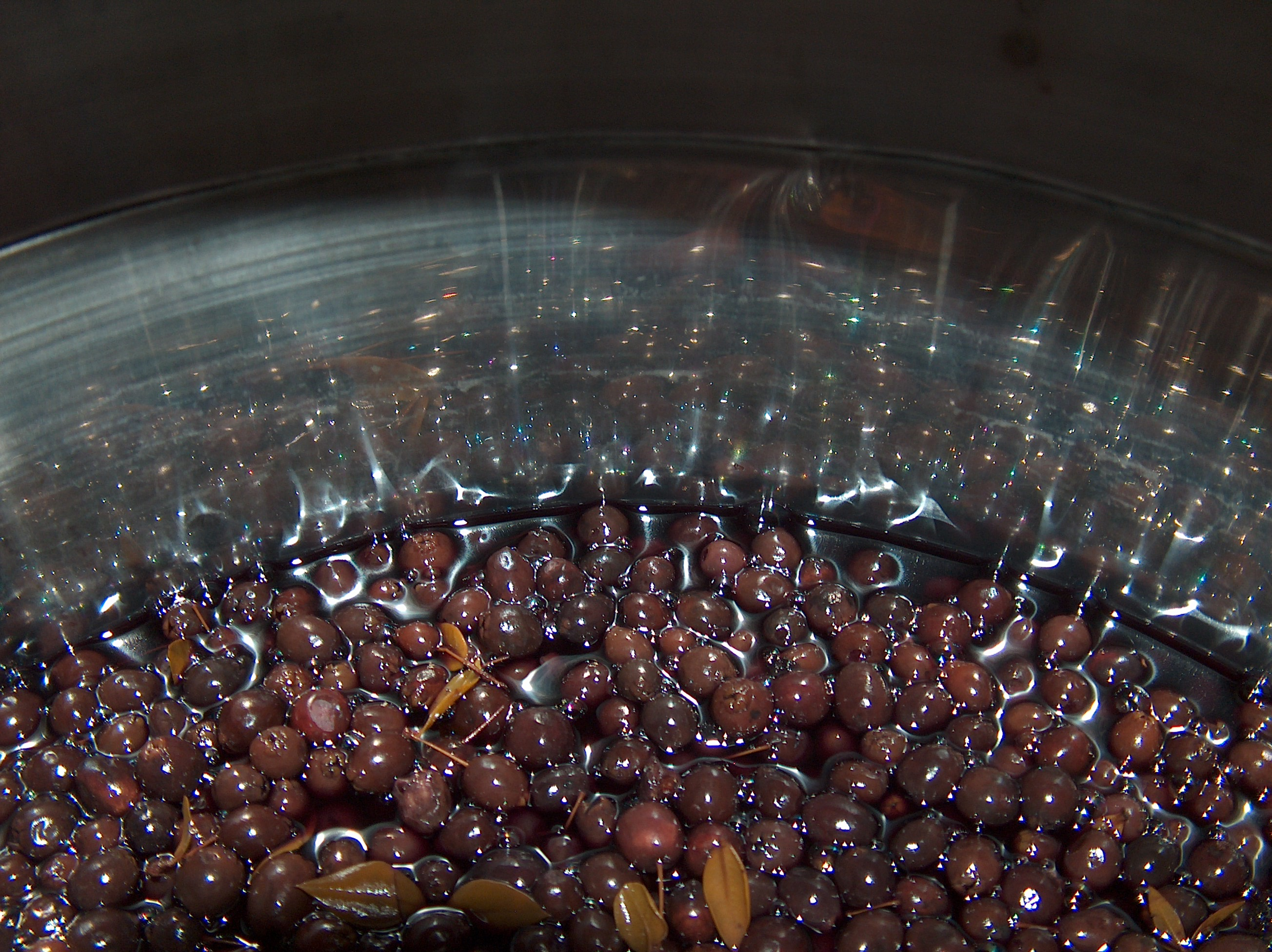
Macération en cuve d'acier.

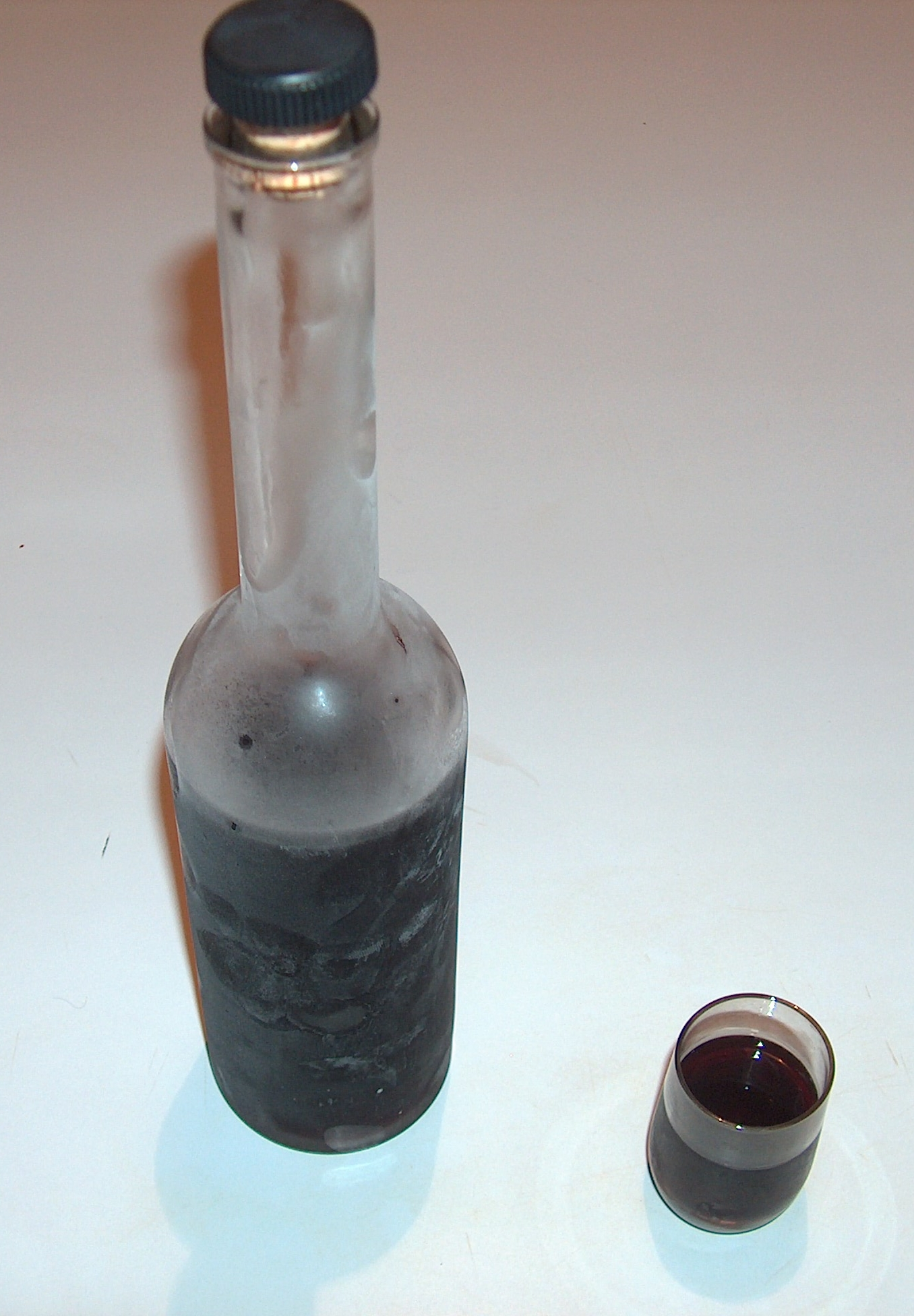
Liqueur de myrte de ménage en bouteille de type lirica.

Le schéma de la préparation ménagère prévoit, successivement, l'infusion alcoolique des baies mûres par macération dans de l’alcool à 95°, la récupération de l'extrait alcoolique par égouttage et l'éventuel pressurage, l'ajout à froid de sirop de sucre ou de sucre et de miel, la mise en bouteilles et la maturation.
Il existe diverses recettes pour la préparation de la liqueur, celle qui suit est donc la description d'une des variantes possibles. Les baies doivent être soigneusement lavées tout de suite après la récolte de manière à ôter la poussière et les autres impuretés. La présence de feuilles n’est pas un inconvénient, au contraire, elles apportent des propriétés aromatiques en vertu des principes actifs volatils qu’elles contiennent. 
Après le lavage, on laisse les baies sécher quelques jours en les étendant en couches minces à l’abri de la poussière. On transfère ensuite les baies dans des récipients de verre foncé que l’on remplit d’alcool éthylique à 95°. La quantité d’alcool à employer est importante : l'alcool doit à peine recouvrir les baies parce qu’une quantité excessive donnerait un extrait trop pauvre en composants. Les récipients sont exposés au jour pendant quelques jours, après quoi il faut les laisser reposer dans un local fermé pendant toute la période de macération, qui doit durer au total environ 40 jours.
Au terme de la macération, on récupère l'extrait en faisant égoutter les baies. A l’aide d’un petit pressoir on peut récupérer une quantité supplémentaire d’extrait pour augmenter le rendement, cependant si on force trop le pressurage, on obtient une liqueur aux propriétés tanniques marquées, il faut donc choisir un compromis optimum entre rendement et qualité. L'extrait doit être filtré à l’aide de filtres en papier absorbant.
Entre-temps on prépare un sirop en faisant fondre à chaud du sucre dans la quantité d’eau adéquate. C’est la phase la plus délicate parce qu’une petite erreur peut se répercuter fortement sur les qualités organoleptiques du produit final. Le degré de densité du sirop dépend du degré d'alcool et du degré d’adoucissement désirés. Les recettes proposent en général des quantités moyennes exprimées en poids, soit 300 g de baies, 300 g d’alcool et un sirop préparé avec 250 g de sucre et 250 g d'eau, il est toutefois plus rationnel de travailler en termes de volumes en faisant un essai préliminaire sur une petite quantité : on prépare un sirop dont le rapport eau/sucre est de 1/1 et on l’ajoute à froid à l'extrait alcoolique. Les rapports volumétriques entre sirop et alcool sont, à titre indicatif, les suivants :
- pour obtenir un degré alcoolique de 30 % : 65 ml de sirop ajoutés à 35 ml d’extrait ;
- pour obtenir un degré alcoolique de 34 % : 60 ml de sirop ajoutés à 40 ml d’extrait.

Ces indications n’ont qu’une valeur indicative parce que, pour une évaluation précise, il faudrait déterminer le degré de départ de l'extrait alcoolique. De toute manière, une fois réalisé l’essai préliminaire, on évalue l'opportunité de préparer un sirop plus concentré, si on désire une liqueur plus douce, ou bien plus dilué si on désire une liqueur plus « amère ». Dans cette évaluation, il faut tenir compte du fait que le processus de maturation accentue le saveur douce parce que l'effet astringent des tanins s’atténue. De toute façon, il s’agit d’évaluations subjectives très dépendantes de l'expérience.
Une fois la liqueur préparée, on la transvase dans les bouteilles. Pour la mise en bouteilles, on utilise en général la classique bouteille bordelaise de 75 cl ou bien la bouteille de type lirica de 50 cl, de préférence en verre foncé. La bouteille de type lirica est une bouteille en verre de 50 cl de capacité, caractérisée par un corps cylindrique et un col étroit et relativement allongé. Elle est souvent employée pour la mise en bouteille de liqueur ou d'huile d'olive. Avant de consommer la liqueur, il est conseillé de la conserver au moins un ou deux mois pour obtenir une maturation suffisante. Pendant la conservation, il peut être opportun d’effectuer un transvasement ou une seconde filtration pour éliminer les sédiments, mais souvent cette opération n’est pas nécessaire. Il est totalement inutile, en revanche, de chercher à éliminer l'éventuelle formation de suspensions floconneuses aux reflets clairs : il s’agit d’un phénomène physico-chimique qui ne peut pas être éliminé par une simple filtration.

## Préparation industrielle
Dans l'industrie de la liqueur, le schéma de la préparation traditionnelle a été adapté à un processus industriel, applicable à de grandes quantités et autorisant les contrôles de qualité. Les baies, livrées par des ramasseurs qui exercent actuellement (en Sardaigne) leur activité sur la végétation spontanée du maquis méditerranéen, sont soumises à un lavage à l'eau froide pour éliminer les impuretés, après quoi elles subissent le processus d'infusion. Cela se fait par macération à alcool dans des cuves en acier.
Au terme de la macération, on procède à la séparation de l'extrait alcoolique de la fraction solide. L'extrait alcoolique est transféré dans d'autres cuves, tandis que la fraction solide est soumise à un lavage à l’eau potable pour récupérer l'extrait qui imprègne encore les baies. L'extrait hydro-alcoolique est transféré ensuite dans les cuves où se trouve le premier extrait.
Ce que l’on obtient, dénommé « produit de masse », est un extrait hydro-alcoolique dont le degré est supérieur à 50 % et est stocké tel quel dans les cuves de stockage.
Les opérations suivantes s’effectuent à la fin sur les lots destinés à la mise en bouteilles. On procède avant tout à l’adoucissement du produit de masse, en général avec du sucre ou, comme le font certains producteurs, avec du sucre et du miel ou du miel seulement, après quoi on ajoute de l’eau dé-ionisée pour atteindre le degré d'alcool prévu. Suit la filtration et finalement la mise en bouteilles, généralement de verre foncé d'une contenance de 50 ou 75 cl.
Le produit a en général un degré d'alcool de 30 % ou de 32 %. Certains producteurs proposent cependant sur le marché des liqueurs de degré inférieur (28 %) ou supérieur (35 %).

## Protection et valorisation
En Sardaigne, l'intérêt que le marché porte à cette liqueur a poussé certains producteurs à s’associer pour protéger et valoriser le produit. En 1994 a été créée l'association des producteurs de myrte de Sardaigne avec les objectifs suivants : définir un standard de production, de concert avec les centres de recherche, définir une marque de qualité, promouvoir des actions de protection.
Son activité s’est concrétisée pendant un peu plus d’une décennie par les actions suivantes :
- caractérisation du produit par un standard fondé sur ses caractéristiques organoleptiques et sur les caractéristiques physico-chimiques de la fraction aromatique,
- définition d'un cahier des charges de production concernant la matière première, le processus de transformation et le standard du produit,
- institution d’une commission technique de contrôle, formée de représentants des universités de Sassari et Cagliari et des producteurs, qui s'occupe du contrôle de conformité au cahier des charges tant sur le processus de production que sur les échantillons de lots destinés au marché,
- adoption de l’appellation officielle « Myrte de Sardaigne »,
- inscription de la « liqueur de myrte de Sardaigne » dans la liste officielle des Produits traditionnels italiens (décret-loi n° 173 de 1998, article 8, alinéa 1),
- organisation de diverses manifestations, de congrès, expositions, initiatives de marketing.

Un obstacle déterminant à la valorisation et à la protection du produit est son absence de  reconnaissance par la Commission européenne. L'association a proposé de modifier le règlement UE n° 1576 de 1989. Ce règlement communautaire régit les normes relatives à la présentation des « boissons spiritueuses » et la protection des appellations liées à la provenance géographique. La dernière mise à jour de ce règlement remonte à 1989 et l'Italie est justement l’un des pays membres qui se sont opposés dans le passé à plusieurs demandes de modifications. L'action auprès des instances communautaires a été contrariée précisément par le ministre italien des politiques agricoles, opposé à d’éventuelles procédures de réouverture du règlement qui aurait aussi pu prendre en compte des demandes d’autres pays pour des produits concurrents de boissons italiennes déjà reprises dans la liste.
Dans la décennie, à cheval sur l’an 2000, le marché des boissons alcooliques montre globalement une évolution négative de la demande. Au contraire, la demande de liqueur de myrte enregistre une croissance marquée, surtout due à la pénétration du produit dans le marché national et international. Ce succès est confirmé également par les tentatives d'imitation et par l'adoption de processus qui contournent les directives et les finalités du cahier des charges de production et dégradent l'image du produit. Le cahier des charges prévoit en effet l'utilisation de matière première produite exclusivement en Sardaigne, la transformation par des entreprises installées dans le territoire régional, l'adoption de l'infusion par macération, l'interdiction absolue de l'emploi d’additifs, en particulier de colorants.
Les fraudes possibles qui violent le cahier des charges sont les suivantes :
- emploi de baies ou d’extraits de provenance extrarégionale ;
- emploi d’arômes naturels produits artificiellement ou isolés à partir d’autres plantes du genre Myrtus ;
- emploi d’additifs colorants pour intégrer une basse teneur en anthocyanes ;
- extraction par infusion alcoolique en courant de vapeur.

## Utilisation du produit
Par ses propriétés, le myrte de Sardaigne s'insère parmi les digestifs, et doit donc se déguster après les repas, même si beaucoup l’apprécient aussi comme apéritif. La meilleure manière de l’apprécier est de le consommer glacé, la bouteille étant conservée au congélateur.

## Marques
- SCEA Montemagni, à Patrimonio
- Domaine mavela, distillerie artisanale, Aléria corsica
- Fleur de Myrte, Maison Damiani
- Zedda Piras, rouge ou blanc
- Mirto del contadino, rouge
- Distilleria A Capinera, Ventiseri, Corsica